# Tournée du chat
Tournée du chat ist ein Jazzalbum von Tony Coe. Die am 8. Mai 1981, 6. September 1981 und am 18./19. April 1982 entstandenen Aufnahmen erschienen 1983 als Langspielplatte und 1993 als Compact Disc auf dem französischen Label Nato.

## Hintergrund
Zentrales Stück des Albums ist das live in der York University eingespielte „The Jolly Corner“; mitwirkende Musiker waren Alan Hacker (Klarinette), Bob Cornford (Piano), Chris Laurence (Kontrabass) und Nick Williams (Perkussion). Basierend auf einer Geschichte von Henry James, ist es um ein gespenstisches Motiv herum konstruiert, das von Coe auf einer C-Klarinette und Hacker auf einem schief klingenden A-Instrument interpretiert wird.
„Vive la Chantenay“ ist eine Solonummer Coes, die der Klarinettist vier Monate später in einem Studio in Chantenay-Villedieu einspielte. Die beiden Stücke „Makoko“ (mit Coe auf dem Tenorsaxophon) und „Iberiana“ nahm Tony Coe mit dem Bassisten John Lindberg im April 1982 in Paris auf. Ebenfalls in Paris entstand die Gesangsnummer „Debussy“, bei der Coe die Sängerin Violeta Ferrer begleitete.

## Titelliste
- Tony Coe: Tournée du chat (Nato 19)[2]

A1  The Jolly Corner (Coe)

A2  Makoko (Lindberg, Coe)

B1  Vive La Chanentay (Coe)

B2  Iberiana (Lindberg, Coe)

B3  Debussy (Tony Coe, Federico Garcia Lorca)

## Rezeption
Die Kritiker Richard Cook und Brian Morton verliehen dem Album in The Penguin Guide to Jazz die zweithöchste Bewertung und schrieben, der warme Chalumeauklang von Coes Palisander-Klarinette sei einer der schönsten Klänge, denen man auf diesem Album begegnen werde. Gepaart mit dem von Alan Hacker, wie es bei der Eröffnung von „The Jelly Corner“ der Fall ist, komme es „dem Klarinettenhimmel nahe“. Einschränkend merkten die Autoren an, dass „Makoko“ auf lustige Weise die Konsistenz einer ansonsten nahezu makellosen Platte verderbe.
Ian Carr hebt das Album im Jazz – Rough Guide als eines der bedeutendsten in Tony Coes Diskographie hervor; wunderbar sparsam geschriebene Passagen und bravouröse Improvisation im zentralen Stück „The Jolly Corner“ schüfen ein geheimnisvolles Drama.